# Ligidium lapetum
Ligidium lapetum is een pissebed uit de familie Ligiidae. De wetenschappelijke naam van de soort is voor het eerst geldig gepubliceerd in 1942 door Mulaik & Mulaik.